# Flicker (Album)
Flicker ist das erste Studioalbum des irischen Sängers und Songwriter Niall Horan. Das Album wurde am 20. Oktober 2017 über den Labeln Neon Haze Music und Capitol Records veröffentlicht.

## Entstehung
Im Juni 2016 bestätigte Horan, dass er an seinem ersten eigenen Album abseits von One Direction arbeiten würde. Im September des gleichen Jahres wurde bekannt, dass Horan einen Vertrag mit dem Musiklabel Capitol Records unterschrieben hat. In einem Interview mit der Zeitschrift Daily Star sagte Horan, dass er bereits seit März 2016 an diesem Album arbeitet. Das Album wurde in verschiedenen Studios in den Vereinigten Staaten und in Großbritannien aufgenommen. Den Song Seeing Blind nahm er zusammen mit der amerikanischen Sängerin Maren Morris auf. Zudem arbeitete er mit manchen Songwritern zusammen, die auch Lieder für One Direction geschrieben haben.

## Singles
Die erste Single aus dem Album ist der Song This Town, welcher zusammen mit einem Musikvideo eines Liveauftritts am 29. September 2016 veröffentlicht wurde. Es ist Horan’s erste Single abseits der Band One Direction. Der Song schaffte es bis auf Platz neun in den britischen Singlecharts und erreichte Platz 20 in den Billboard Hot 100. Als zweite Single wurde der Song Slow Hands am 4. Mai 2017 veröffentlicht. Kurz nach der Veröffentlichung des Songs, bekam dieser viel positive Kritik. Die Single konnte sich in vielen Ländern innerhalb der Top-10 platzieren. In den Billboard Hot 100 erreichte der Song Platz elf und wurde in den Vereinigten Staaten mit Dreifach-Platin ausgezeichnet. Too Much to Ask wurde am 15. September 2017 als dritte Single veröffentlicht. Auch diese Single konnte sich weltweit in den Charts platzieren. Das Musikvideo zu dem Song erschien am 21. September 2017. Am 20. Februar 2018 erschien mit On the Loose die vierte Single aus dem Album. Der Song konnte nicht an die Erfolge der drei bisherigen Singles anknüpfen. Zusätzlich zu der eigentlichen Veröffentlichung wurde eine neue Version des Songs veröffentlicht. Seeing Blind wurde am 1. Juni 2018 als fünfte und letzte Single aus dem Album veröffentlicht. Es ist Duett mit der amerikanischen Countrysängerin Maren Morris.

## Tournee
Um das Album zu promoten, kündigte Horan am 10. Juli 2017 seine erste Tour Flicker Sessions an, welche am 29. August 2017 begann und insgesamt 20 Konzerte beinhaltete. Horan gab Konzerte in Europa, Asien, Australien, Nordamerika und Südamerika. Am 10. März startete er seine Flicker World Tour, bei der er 80 Konzerte bis zum 23. September 2018 spielen wird.

## Inhalt
Das Album umfasst zehn Titel, welche in englischer Sprache verfasst sind. Die normale Version des Albums hat eine Laufzeit von 35 Minuten und 54 Sekunden. Eine Deluxe-Version wurde ebenfalls veröffentlicht. Diese enthält zusätzlich drei weitere Songs und verlängert das Album um über zehn Minuten. Des Weiteren wurde in Japan und in den Läden von Target eine Version mit zwei zusätzlichen Akustik-Versionen verkauft. Auf der japanischen Deluxe-Version ist zudem noch eine DVD mit drei Musikvideos, einem Interview und einem Reisefilm enthalten.

## Titelliste
| #                          | Titel                           | Autor(en)                                                                    | Produzent(en)                                          | Länge |
| -------------------------- | ------------------------------- | ---------------------------------------------------------------------------- | ------------------------------------------------------ | ----- |
| 1                          | On the Loose                    | Julian Bunetta, Niall Horan, John Ryan                                       | Julian Bunetta                                         | 3:43  |
| 2                          | This Town                       | Daniel Bryer, Niall Horan, Mike Needle, Jamie Scott                          | Greg Kurstin                                           | 3:52  |
| 3                          | Seeing Blind (mit Maren Morris) | Ruth-Anne Cunningham, Niall Horan, Matthew Smith Radosevich                  | Jacquire King                                          | 3:05  |
| 4                          | Slow Hands                      | Ryan Bunetta, Cunningham, Niall Horan, Alexander Izquierdo, Tobias Jesso Jr. | Ryan Bunetta, Afterhrs (Ko.), Mark "Spike" Stent (Ko.) | 3:07  |
| 5                          | Too Much to Ask                 | Niall Horan, Jamie Scott                                                     | Greg Kurstin                                           | 3:43  |
| 6                          | Paper Houses                    | Iain Archer, Niall Horan                                                     | Jacquire King                                          | 3:34  |
| 7                          | Since We’re Alone               | Cunningham, Niall Horan, Greg Kurstin, Dan Wilson                            | Greg Kurstin                                           | 4:02  |
| 8                          | Flicker                         | Julian Bunetta, Niall Horan, John Ryan                                       | Jacquire King                                          | 4:18  |
| 9                          | Fire Away                       | Julian Bunetta, Cunningham, Niall Horan, John Ryan                           | Julian Bunetta                                         | 3:26  |
| 10                         | You and Me                      | Cunningham, Niall Horan, Matthew Smith Radosevich                            | Jacquire King                                          | 3:04  |
| Deluxe Edition             |                                 |                                                                              |                                                        |       |
| 11                         | On My Own                       | Tom Barnes, Ed Drewett, Niall Horan, Peter Kelleher, Ben Kohn                | Tom Barnes, Peter Kelleher, Ben Kohn                   | 4:00  |
| 12                         | Mirrors                         | Daniel Bryer, Niall Horan, Mike Needle, Jamie Scott                          | AFTERHRS, Julian Bunetta                               | 3:38  |
| 13                         | The Tide                        | Julian Bunetta, Niall Horan, John Ryan                                       | Jacquire King                                          | 3:20  |
| Japan/Target Edition       |                                 |                                                                              |                                                        |       |
| 14                         | Flicker (Akustik)               |                                                                              |                                                        | 4:12  |
| 15                         | On the Loose (Akustik)          | 3:14                                                                         |                                                        |       |
| DVD (Japan Deluxe Edition) |                                 |                                                                              |                                                        |       |
| 1                          | This Town (Musikvideo)          |                                                                              |                                                        |       |
| 2                          | Slow Hands (Musikvideo)         |                                                                              |                                                        |       |
| 3                          | Too Much to Ask (Musikvideo)    |                                                                              |                                                        |       |
| 4                          | Japan Trip Behind the Scenes    |                                                                              |                                                        |       |
| 5                          | Interview                       |                                                                              |                                                        |       |

## Rezeption
Auf der Website Metacritic bekam das Album eine Durchschnittsbewertung von 64 von maximal 100 Punkten. Somit bekam das Album dort eine ganz gute Bewertung, aufgrund der fünf professionellen Rezensionen.
Die Seite AllMusic gab dem Album vier von maximal fünf möglichen Sternen. Die Zeitschriften The Independent, NME und The Telegraph gaben dem Album jeweils drei von fünf möglichen Sternen. Die Zeitschriften The Irish Times und The Guardian gaben dem Album eine Bewertung von zwei von fünf möglichen Sternen.

## Kommerzieller Erfolg

### Chartplatzierungen
In Irland und den Niederlanden debütierte Flicker auf Platz eins der Albumcharts. In den Vereinigten Staaten konnte sich das Album in der ersten Woche über 128 Tausend Mal verkaufen, woraufhin dieses auch auf Platz eins der Billboard 200 debütierte. Horan wurde zudem das dritte Mitglied von One Direction, welches es schaffte auf Platz eins der kanadischen Albumcharts zu kommen. Dort verkaufte sich das Album in der ersten Woche 16.000 mal.
Das Album schaffte es auf Platz zwei der Albumcharts in Australien und Italien, während es in Neuseeland, Schottland und Großbritannien auf Platz drei einstieg. In Deutschland stieg das Album auf Platz 8 ein.
| ChartsChartplatzierungen       | Höchstplatzierung | Wochen |
| ------------------------------ | ----------------- | ------ |
| Deutschland (GfK)              | 8 (2 Wo.)         | 2      |
| Irland (IRMA)                  | 1 (112 Wo.)       | 112    |
| Österreich (Ö3)                | 6 (2 Wo.)         | 2      |
| Schweiz (IFPI)                 | 11 (2 Wo.)        | 2      |
| Vereinigte Staaten (Billboard) | 1 (30 Wo.)        | 30     |
| Vereinigtes Königreich (OCC)   | 3 (17 Wo.)        | 17     |

| ChartsJahrescharts (2017)      | Platzierung |
| ------------------------------ | ----------- |
| Vereinigte Staaten (Billboard) | 179         |
| Vereinigtes Königreich (OCC)   | 96          |

### Auszeichnungen für Musikverkäufe
| Land/Region                  | Auszeichnungen für Musikverkäufe (Land/Region, Auszeichnung, Verkäufe) | Verkäufe  |
| ---------------------------- | ---------------------------------------------------------------------- | --------- |
| Australien (ARIA)            | Platin                                                                 | 70.000    |
| Brasilien (PMB)              | Gold                                                                   | 20.000    |
| Dänemark (IFPI)              | Platin                                                                 | 20.000    |
| Finnland (IFPI)              | Gold                                                                   | 10.000    |
| Irland (IRMA)                | 2× Platin                                                              | 30.000    |
| Italien (FIMI)               | Gold                                                                   | 25.000    |
| Kanada (MC)                  | 2× Platin                                                              | 160.000   |
| Mexiko (AMPROFON)            | Gold                                                                   | 30.000    |
| Neuseeland (RMNZ)            | 2× Platin                                                              | 30.000    |
| Norwegen (IFPI)              | Platin                                                                 | 20.000    |
| Polen (ZPAV)                 | Platin                                                                 | 20.000    |
| Schweden (IFPI)              | Gold                                                                   | 20.000    |
| Singapur (RIAS)              | Gold                                                                   | 5.000     |
| Vereinigte Staaten (RIAA)    | Platin                                                                 | 1.000.000 |
| Vereinigtes Königreich (BPI) | Gold                                                                   | 100.000   |
| Insgesamt                    | 7× Gold · 11× Platin ·                                                 | 1.560.000 |